# Oncometopia pseudofacialis
Oncometopia pseudofacialis är en insektsart som beskrevs av Emmrich 1975. Oncometopia pseudofacialis ingår i släktet Oncometopia och familjen dvärgstritar. Inga underarter finns listade i Catalogue of Life.